# Save Me from This Rock 'n' Roll
Save Me From This Rock'n'Roll er et album af den danske musiker Lars H.U.G. Albummet udkom den 2. maj 2003 på Medley Records og markerer hans første udgivelse siden Kiss & Hug From a Happy Boy (1996) og viser en markant stilændring mod genren Americana, der inkluderer elementer af rock, folk, country, soul og blues.

## Baggrund
I 2000 begyndte Lars H.U.G. at skrive de sange, der skulle udgøre Save Me From This Rock'n'Roll. Albummet blev produceret i samarbejde med Peter Juul Kristensen og indspillet over en længere periode med bidrag fra omkring 40 forskellige musikere. Oprindeligt havde H.U.G. planer om at indspille albummet i USA, men disse planer blev aflyst efter terrorangrebet den 11. september 2001, og han fortsatte i stedet arbejdet i Danmark.

## Musik og Tekster
Albummet er præget af en rå og emotionel dybde, med kærlighed som et centralt tema. Musikken trækker på en bred palet af genrer, der giver albummet et varieret og dynamisk udtryk. Titelnummeret "Save Me From This Rock'n'Roll" reflekterer H.U.G.s komplekse forhold til rockmusik, som han beskriver som både tiltrækkende og overvældende. Albummet rummer også en duet med sangerinden Kira Skov på nummeret "Real Magic", der er et af de mest bemærkelsesværdige numre på pladen.

## Trackliste
1. Pray - 4:51
2. Dreamboy - 3:52
3. Save Me From This Rock'n'Roll - 4:10
4. Chain - 3:34
5. Real Magic (feat. Kira Skov) - 4:14
6. Crash - 4:38
7. City Drive - 5:15
8. Where Do U Go - 4:20
9. Hurt - 3:45
10. Trippin' - 5:05
11. Till The End Of The World - 2:45

## Produktion og Bidragende Musikere
Albummet blev indspillet i flere studier og mixet af Thomas Brekling og John Fomsgaard i Granny Studio. Mastering blev udført af Nikolai Vinten ved Medley Mastering. Udover Lars H.U.G. og Peter Juul Kristensen, som producerede albummet, medvirkede en række prominente musikere, herunder Tim Christensen, Emil de Waal, Jonas Krag og sangerinden Kira Skov.

## Modtagelse
Save Me From This Rock'n'Roll blev godt modtaget af både kritikere og fans, som roste Lars H.U.G. for hans evne til at forny sig og skabe et album, der både var dybt personligt og musikalsk udfordrende. Albummet cementerede hans position som en af Danmarks mest innovative og alsidige kunstnere.

## Eftermæle
Albummet står som et vigtigt værk i Lars H.U.G.s karriere, der reflekterer hans konstante søgen efter nye kunstneriske udtryk og hans evne til at forene forskellige musikalske genrer i en sammenhængende fortælling.